# Kamtschija-Gletscher
Der Kamtschija-Gletscher (bulgarisch ледник Камчия lednik Kamtschija) ist ein 2,5 km langer und 5 km breiter Gletscher im Süden der Livingston-Insel im Archipel der Südlichen Shetlandinseln. Er fließt südlich der glazialen Wasserscheide zwischen Drakestraße und Bransfieldstraße in südlicher Richtung und mündet zwischen dem Ereby Point und dem Memorable Beach in die Mihaylovski Cove, eine Nebenbucht der South Bay.
Die bulgarische Kommission für Antarktische Geographische Namen benannte ihn 2005 nach dem Fluss Kamtschija im Nordosten Bulgariens.